# Новый год в США
Но́вый год в США (англ. New Year's Day) — один из государственных праздников США. Отмечается американцами 1 января каждого года по григорианскому календарю.
Несмотря на то, что по популярности Новый год уступает Рождеству, особенно в более религиозных и консервативных сельских регионах, в ряде городов США появились и передаются свои новогодние традиции. К слову, Рождество и Новый год в США сильно различаются по своему духовному содержанию. Рождество — это важный внутрисемейный праздник, наполненный религиозной символикой, а встреча Нового года носит публичный характер и часто проходит в виде вечеринки с друзьями в клубе, казино или на площади города. Большинство казино страны предлагают в новогоднюю ночь бесплатные тосты с шампанским в своих фойе. С празднованием Нового года английских пуритан познакомили более либеральные голландские колонисты, основатели Нью-Йорка, поэтому именно в этом городе празднование Нового года носит самый торжественный характер. Главным местом его встречи является площадь Таймс-сквер, где в канун Нового года более чем стотысячная толпа ожидает спуска блестящего шара — символа наступления Нового года.
В Соединённых Штатах Новый год отмечается различными общественными мероприятиями, а также крупномасштабными публичными событиями, такими как концерты, фейерверки и «Drops» — событие, вдохновленное шарами времени, которые использовались корабельными штурманами в 19 веке для калибровки своих хронометров.
Мероприятия «Drops» обычно проводятся по образцу ежегодного «ball drop» на Таймс-сквер в Нью-Йорке, где шар весом 5400 килограммов (11 875 фунтов) и диаметром 3,7 метра (12 футов) опускается вниз по шесту высотой 21 метр (70 футов) на крыше One Times Square. Это мероприятие проводится с 1907 года, а сам шар, украшенный панелями из хрусталя Waterford и светодиодной системой освещения, выставляется на вершине здания круглый год с 2009 года.
В этих мероприятиях часто используется шар, имитирующий Таймс-сквер, либо предметы, олицетворяющие местную культуру или историю (например, «Персиковая капля» в Атланте, отражающая принадлежность Джорджии к «персиковому штату»).
В США существует традиция целовать близких людей или партнёров в полночь, отмечая конец года и начало нового поцелуем.